# Где угодно, только не здесь
«Где угодно, только не здесь» (англ. Anywhere but Here) — американский фильм по роману Моны Симпсон, рассказывающий о непростых отношениях дочери и матери, роли которых исполнили Натали Портман и Сьюзан Сарандон.

## Работа над фильмом
Сюжет фильма имеет сходство с реальной биографией автора сценария Моны Симпсон — сестры Стива Джобса, которую в юности в связи с разводом мать перевезла из штата Висконсин на запад Калифорнии. Однако сама писательница отвергает автобиографическую подоплёку.
Фильм начали снимать в конце июня 1998 года. Сьюзан Сарандон согласилась принять участие в съемках фильма только при условии, что роль её дочери сыграет Натали Портман. На суд зрителей картина была представлена 17 сентября 1999 года в рамках кинофестиваля в Торонто.

## Сюжет
Адель Огаст (Сьюзан Сарандон) — эксцентричная женщина, которая вместе со своей дочерью Энн (Натали Портман) покидает маленький город в штате Висконсин, чтобы воплотить свою давнюю мечту и жить в Беверли Хиллс, несмотря на то что её дочь не горит тем же желанием. Адель пытается жить на широкую ногу, хотя финансовое положение им этого не позволяет. Адель хочет, чтобы её дочь стала актрисой, но Энн больше заинтересована в том, чтобы поступить в университет. После длительных препирательств и незабываемых приключений мамы и дочки в солнечном Беверли Хиллс, Адель мирится с желанием Энн уехать в другой город и поступить в университет, и помогает ей в этом.

## В ролях
| Актёр           | Роль        |
| --------------- | ----------- |
| Сьюзан Сарандон | Адель Огаст |
| Натали Портман  | Энн Огаст   |
| Харт Бокнер     | Джош        |
| Айлин Райан     | Лилиан      |
| Рэй Бейкер      | Тед         |
| Джон Дил        | Джимми      |
| Бонни Беделиа   | Кэрол       |

## Места съёмок
- Школа Беверли Хиллс, Беверли Хиллс, Калифорния, США
- Отель «Беверли Хиллс», Беверли Хиллс, Калифорния, США
- Международный аэропорт Лос-Анджелес, Лос-Анджелес, Калифорния, США Обложка саундтрека к фильму
- Лос-Анджелес, Калифорния, США

Обложка саундтрека к фильму

- Деревня Вествуд, Лос-Анджелес, Калифорния, США

## Саундтрек
Саундтрек к фильму был записан и представлен публике 2 ноября 1999 года, за десять дней до премьеры самого фильма в кинотеатрах. Музыка записывалась студиями Atlantic и Wea. В фильме использованы песни таких исполнителей, как K. D. Lang, Лиэнн Раймс, Лили Хайдн, Дэнни Эльфман и других.

## Награды и номинации
- Золотой глобус — номинация: Лучшая актриса второго плана, Натали Портман (награду получила Анджелина Джоли за роль Лисы Роу в фильме «Прерванная жизнь»)
- Hollywood Makeup Artist and Hair Stylist Guild Awards — номинация: Лучшая прическа, Поль ЛеБланк
- Молодой актёр (кинопремия) — номинация: Лучшая игра молодой актрисы, Натали Портман